# Freja eID
Freja eID är en form av mobil e-legitimation, och Sveriges näst mest använda sådana tjänst efter Bank-id.
Freja eID kan användas via en applikation som en fysisk legitimation i mobiltelefonen på mer än 7 000 fysiska ställen, för att lagra och bland annat visa covidbevis samt för att logga in till mer än 500 e-tjänster, till exempel Kronofogden, 1177 och kommunala e-tjänster.

## Historia
Företaget Freja eID AB börsnoterades redan år 2014 under namnet Verisec. Arbetet med vad som kom att bli Freja eID inleddes 2015. I Sverige är Freja en av tre e-legitimationer som är godkända för det statliga kvalitetsmärket Svensk e-legitimation, utfärdat av DIGG – Myndigheten för digital förvaltning.  Företaget har ambitioner om att internationalisera tjänsten inom de närmsta åren.

## Statistik
Freja eID är Sveriges näst mest använda e-legitimation efter Bank-id. En undersökning från 2022 visade att två procent av alla svenskar över 18 år använder sig av Freja eID.